# 熊本県立荒尾高等学校
熊本県立荒尾高等学校（くまもとけんりつ あらお こうとうがっこう, 英: Kumamoto Prefectural Arao High School）は、熊本県荒尾市荒尾にあった市内唯一の県立高等学校。略称は「荒高」（あらこう）。

## 概要
歴史
1948年（昭和23年）、学制改革により、旧制熊本県立玉名中学校荒尾分教場と荒尾市立高等女学校が統合し、開校した。2008年（平成20年）に創立60周年を迎えた。
設置課程・学科・コース
- 全日制課程 普通科（普通コース・体育コース）・ 理数科

大半の生徒が、国公立大学をはじめとする上級学校への進学を目指した。
- 定時制課程 普通科

学区
- 全日制課程 普通科普通コースは「県北学区」[2][3]（荒尾市・玉名市・山鹿市・菊池市・阿蘇市・玉名郡・阿蘇郡・菊池郡大津町・熊本市植木町）
- 全日制課程 普通科体育コース・理数科・定時制課程 普通科は熊本県全域が対象だった。

校訓
「敬愛・好学・自主・協力」
校歌
作詞は丸山豊、作曲は藤枝昭俊による。3番まであり、各番とも「その名は荒尾荒尾高校」で終わる。
制服
1995年（平成7年）3月1日付けの卒業生までは黒の学生服であったが、1996年（平成8年）以降の卒業生は緑のブレザーとなった。
同窓会
「荒高同窓会」と称している。

## 沿革
- 1948年（昭和23年）4月1日 - 学制改革により、旧制玉名中学校荒尾分教場と荒尾市立高等女学校が統合し、「熊本県立荒尾高等学校」（現校名）が開校。
- 1953年（昭和28年）9月 - 新校舎が完成。
- 1980年（昭和55年）2月 - 新校舎が完成。
- 1988年（昭和63年）4月1日 - 理数科を設置。
- 1994年（平成6年）4月 - 普通科体育コースを設置。
- 2015年（平成27年）4月 - 募集停止。熊本県立南関高等学校との統合校である熊本県立岱志高等学校が、荒尾高校内で開校。
- 2017年（平成29年）3月 - 閉校。

## 学校行事
3学期制
全日制課程
1学期
- 4月 - 始業式、入学式、新入生歓迎会、新入生宿泊研修
- 5月 - 荒魂祭体育部門（体育祭）
- 6月 - 熊本県高総体・県高校総合文化祭
- 7月 - 体育コースキャンプ実習、理数科臨海実習、クラスマッチ、交通講話、終業式
- 8月 - 除草作業、進路講演会

2学期
- 8月末 - 始業式
- 11月 - 荒魂祭文化部門（文化祭）、芸術鑑賞
- 12月 - 修学旅行、終業式

3学期
- 1月 - 始業式
- 2月 - げんきもりもりレース
- 3月 - 卒業式、修了式

定時制課程

## 部活動
全日制課程
体育系
- ラグビー部
  - 全国高等学校ラグビーフットボール大会（花園）に7回出場。
    - 1. 2002年（平成14年）12月 - 第82回全国高等学校ラグビーフットボール大会に出場。
    - 2. 2005年（平成17年）12月 - 第85回全国高等学校ラグビーフットボール大会に出場。
    - 3. 2007年（平成19年）12月 - 第87回全国高等学校ラグビーフットボール大会に出場。
    - 4. 2009年（平成21年）12月 - 第89回全国高等学校ラグビーフットボール大会に出場。
    - 5. 2010年（平成22年）12月 - 第90回全国高等学校ラグビーフットボール大会に出場。
    - 6. 2012年（平成24年）12月 - 第92回全国高等学校ラグビーフットボール大会に出場。
    - 7. 2014年（平成26年）12月 - 第94回全国高等学校ラグビーフットボール大会に出場。
    - 8. 2015年12月 - 第95回全国高等学校ラグビーフットボール大会に岱志高等学校と合同で出場

- サッカー部
  - 1992年（平成4年）1月 - 第70回全国高等学校サッカー選手権大会に出場。

- バスケットボール部
- 野球部
- 陸上部
- 柔道部
- 剣道部
- 弓道部
- バレーボール部
- バドミントン部
- テニス部
- ソフトテニス部
- 水泳部
- 卓球部
- アーチェリー部
  - 2008年（平成20年）8月 - 彩夏到来08埼玉総体に出場。
  - 2009年（平成21年）3月 - 第27回全国高等学校アーチェリー選抜大会（会場は静岡県）に出場。

- ダンス部

文化系
2008年（平成20年）8月の第32回全国高等学校総合文化祭に出場。
- 演劇部
- 英語部
- 書道部
- 美術部
- 音楽部
- 吹奏楽部
- 華道部
- 茶道部
- 理科部
- ボランティア部
- 歴史研究部
- 百人一首部
- パソコン同好会

定時制課程
部活動は行っていないが、定通体育大会のバドミントン、バスケットボール等の競技に出場している。

## 著名な出身者
- 浜岡浩幸（元プロ野球選手）
- 福島敬光（元プロ野球選手）
- ヒロシ（お笑い芸人）
- 末藤雅宣（ラグビー選手）
- 中田晃司（ラグビー選手）
- 猿渡康雄（ラグビー選手）
- 西浦洋祐（ラグビー選手）
- 町野泰司（ラグビー選手）
- 田中智広（ラグビー選手）
- 清原祥（ラグビー選手）
- 流大（ラグビー選手）
- 木付丈博（ラグビー選手）
- 野田響（ラグビー選手）

## 交通アクセス
最寄りの鉄道駅
- JR九州 鹿児島本線 「荒尾駅」、「南荒尾駅」- 駅から学校までは比較的距離がある。

最寄りのバス停
- 九州産交バス 「荒尾市民病院前」バス停、「本村」（ほんむら）バス停

最寄りの道路
- 国道208号、「荒尾市本村」交差点

## 周辺
- 荒尾市民病院
- 荒尾市立学校給食センター
- 荒尾市水道局
- 第一紡績インダストリー工場
- 有明高等学校
- 熊本県立荒尾支援学校
- 荒尾市立荒尾海陽中学校
- 荒尾市立中央小学校